# Moldavië op de Olympische Winterspelen 2006
Tijdens de Olympische Winterspelen van 2006 die in Turijn werden gehouden namMoldavië met zes sporters deel die in tien disciplines uitkwamen. Er werden geen medailles verdiend.
Elena Gorohova nam deel in de biatlon en het langlaufen, beide op de sprintafstand.

## Deelnemers
| Sport              | Naam                 | Discipline                                                 | Klassering     | Resultaten                                      |
| ------------------ | -------------------- | ---------------------------------------------------------- | -------------- | ----------------------------------------------- |
| Biatlon mannen     | Mihail Gribusencov   | 10 km sprint                                               | 83e            | 32.17,6 (2)                                     |
| Biatlon vrouwen    | Valentina Ciurina    | 7,5 km sprint                                              | 81e            | 30.04,2 (4)                                     |
| Biatlon vrouwen    | Natalia Levtchenkova | 7,5 km sprint 10 km achtervolging 12,5 km massastart 15 km | 41e 23e 21e 8e | 24.34,2 (1) 41.36,1 (2) 44.21,8 (2) 52.11,7 (2) |
| Biatlon vrouwen    | Elena Gorohova       | 7,5 km sprint                                              | 68e            | 26.23,9 (2)                                     |
| Langlaufen vrouwen | Elena Gorohova       | 1,5 km sprint                                              | 62e            |                                                 |
| Langlaufen mannen  | Ilie Bria            | 1,5 km sprint                                              | 77e            |                                                 |
| Rodelen            | Bogdan Macovei       | Mannen                                                     | 30e            | 3.38,386; 55,681 / 55,101 / 54,005 / 53,599     |

Albanië · Algerije · Amerikaanse Maagdeneilanden · Andorra · Argentinië · Armenië · Australië · Azerbeidzjan · België · Bermuda · Bosnië en Herzegovina · Brazilië · Bulgarije · Canada · Chili · China · Chinees Taipei · Costa Rica · Cyprus · Denemarken · Duitsland · Estland · Ethiopië · Finland · Frankrijk · Georgië · Griekenland · Groot-Brittannië · Hongarije · Hongkong · Ierland · IJsland · India · Iran · Israël · Italië · Japan · Kazachstan · Kenia · Kirgizië · Kroatië · Letland · Libanon · Liechtenstein · Litouwen · Luxemburg · Macedonië · Madagaskar · Moldavië · Monaco · Mongolië · Nederland · Nepal · Nieuw-Zeeland · Noord-Korea · Noorwegen · Oekraïne · Oezbekistan · Oostenrijk · Polen · Portugal · Roemenië · Rusland · San Marino · Senegal · Servië en Montenegro · Slovenië · Slowakije · Spanje · Tadzjikistan · Thailand · Tsjechië · Turkije · Venezuela · Verenigde Staten · Wit-Rusland · Zuid-Afrika · Zuid-Korea · Zweden · Zwitserland